# Las Pelotas

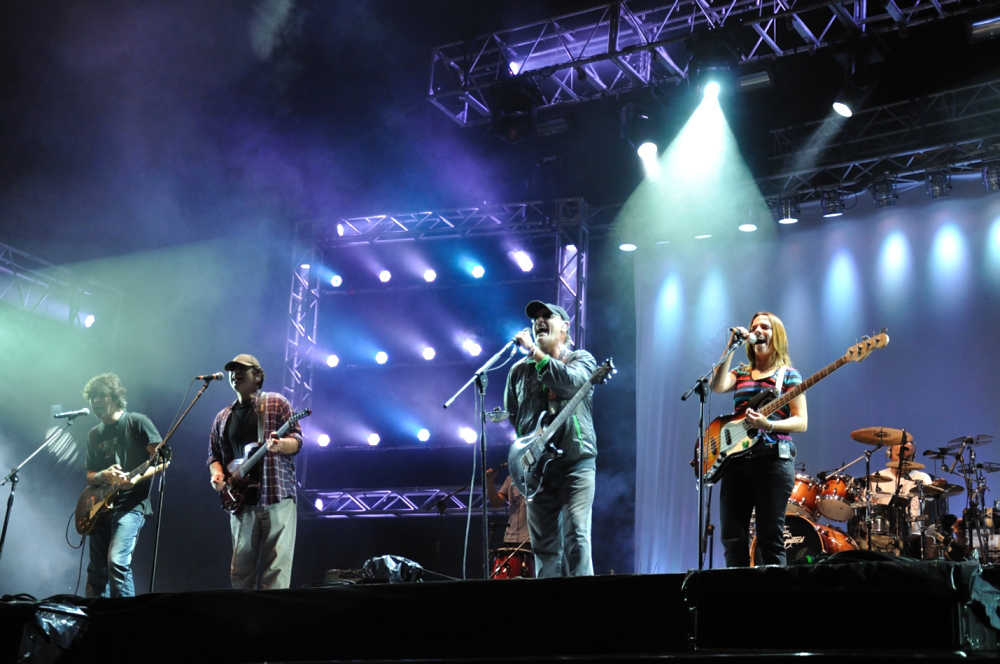
Las Pelotas no Cosquín Rock em 2011

Las Pelotas é uma banda de rock da argentina, formada em 1998 por 2 ex-integrantes da banda Sumo (Germán Daffunchio e Alejandro Sokol).

## Prêmios
- 2005 - Premio Konex: Grupo Rock[2]
- 2013 - Premio Gardel - Mejor Álbum Grupo de Rock, por "Cerca de las nubes" (indicação)[3][4]

## Apresentação em Festivais
- Quilmes Rock 2007[5]

## Discografia

### Corderos en la noche (1991)
1. Corderos en la noche
2. La vaca y el bife
3. Movete
4. Bombachitas rosas
5. Levanta polleras
6. Brilla (shine)
7. Sin hilo
8. Veinte minutos
9. Muchos mitos
10. Nunca me des la espalda

### Máscaras de sal (1994)
1. Senderos
2. Orugas
3. Capitán América
4. Tucán
5. Sólo
6. Escaleras
7. Músculos
8. Astroboy
9. Peces
10. Cabeza de turco
11. Bwana
12. Si supieras
13. Sombras

### Amor seco (1995)
1. Hola que tal
2. Blanca Nieves + 7
3. Hawaii
4. Ella está muerta
5. Chupa-Chupa
6. Combate
7. Se quema
8. Grasa de chancho
9. El ñandú
10. Río gris
11. El cazador

### La clave del éxito (1997)
1. Capitán América
2. 20 minutos
3. Combate
4. La Clave
5. Muchos Mitos
6. Blanca Nieves + 7
7. La Cortina
8. Escalera
9. Hola que tal (con Joe Santos como invitado)
10. Ella está muerta
11. Músculos
12. Hawaii
13. Se quema
14. Sin hilo
15. Si Supieras
16. Brilla(shine)

### ¿Para qué? (1998)
1. Transparente
2. ¿Para qué?
3. Rompiendo la puerta
4. Pará con la pa pa, Papá
5. Cuándo podrás amar
6. Te digo
7. Saltando
8. Me Fui
9. El chupetón
10. Sueños de mendigos
11. El peor
12. El día después
13. Pasillos
14. Menos mal
15. Uva uva

### Todo por un polvo (1999)
1. Veoyover
2. El fantasma no muerde
3. Boca de pez
4. Solito vas
5. Espirales
6. Viejas rameras
7. El desquiciado
8. Generación @
9. Gusanos
10. No me acompañes
11. Mañana es igual
12. La mirada del amo
13. ¡Maldito poder!

### Maxisimple (2002)
1. Desaparecido
2. Si sentís
3. La creciente

### Esperando el milagro (2003)
1. Será
2. Mareada
3. Tomás X
4. Desaparecido
5. Día feliz
6. Abejas
7. Si sentís
8. Tormenta en Júpiter
9. Rey de los Divinos
10. Esperando el milagro
11. Tiempo de matar
12. La creciente
13. Puede ser

### Show (2005)
1. Hoy me desperté
2. Corderos en la noche
3. Día feliz
4. Bombachitas rosas
5. Como se curan las heridas
6. Uva uva
7. Me fui
8. Cuándo podrás amar
9. Río gris
10. Sombras
11. Levanta polleras
12. Cinco magníficos
13. La vaca y el bife
14. El Desquiciado
15. Esperando el milagro
16. Sueños de mendigo

### Basta (2007)
1. Basta
2. Como un buey
3. Siento, luego existo
4. Dicen que la distancia
5. Partidos
6. La brisa
7. Buscando un câmbio
8. Ya no estás
9. Donde se esconden
10. Matrimanicomio
11. Revolución
12. La marmota
13. Más que un deseo

### Despierta (2009)
1. Saben
2. ¿Qué podés dar?
3. Pasajeros
4. Nunca te jugaste
5. Una tregua
6. Si quisiste ver
7. Personalmente
8. Que estés sonriendo
9. La semilla
10. Destellos

### Vivo (2011)
1. La semilla
2. Qué podés dar
3. Saben
4. Basta
5. Ya no estás
6. Si quisiste ver
7. Pasajeros
8. Personalmente
9. Si supieras
10. Transparente
11. Bombachitas rosas
12. Menos mal
13. Más que un deseo
14. Será
15. Corderos en la noche
16. El ojo blindado

### Cerca De Las Nubes (2012)
1. Cuantas Cosas
2. Siempre Estará
3. Eso Que Pasó
4. Las Voces
5. Como El Viento
6. Cerca De Las Nubes
7. Escondido Bajo El Brazo
8. La Distancia
9. Quieren Más
10. La Cuerda
11. Mas de Todo
12. Que Sea